# کریستاپس پورزینگیس
کریستاپس پورزینگیس (لتونیایی: Kristaps Porziņģis؛ زادهٔ ۲ اوت ۱۹۹۵) یک بازیکن بسکتبال اهل لتونی است.
از باشگاه‌هایی که در آن بازی کرده‌است می‌توان به دالاس موریکس اشاره کرد،پورزینگس سال 2023به بوستون سلتیک پیوست.